# Naengmyeon
El naengmyeon, también transliterado naeng-myeon, naengmyun y naeng-myun, es un plato coreano. Originalmente una exquisitez invernal del norte de Corea (actualmente Corea del Norte), ha pasado a ser extremadamente popular en todo el país durante el verano. Consiste en diversas variedades de fideos finos elaborados a mano, hechos típicamente de harina de kudzu (칡 냉면, chilk naengmyeon) o alforfón (메밀 냉면, memil naengmyeon), si bien también hay versiones precocinadas de alga y té verde, y se sirve tradicionalmente en un cuenco grande de acero con un caldo espeso ácido, verdura cruda en juliana, trozos de pera coreana y a menudo huevo duro o ternera fría. Con frecuencia se añade antes de tomarlo mostaza picante y vinagre. A menudo el naengmyeon precocinado incluye un pequeño envase plástico de aceite de mostaza.

## Variedades
Existen dos variedades principales de naengmyeon: el mul naengmyeon (물 냉면) y el bibim naengmyeon (비빔 냉면). La primera se sirve como una sopa fría con fideos en caldo (normalmente de ternera). La segunda se sirve más como una ensalada con un aliño picante hecho principalmente a partir de gochujang (pasta de pimiento chile rojo). En el caso del bibim naengmyeon, se sirve a menudo para acompañar un cuenco del caldo usado para el mul naengmyeon. Aunque estas son las dos variedades principales del plato, existen varias más, cambiando típicamente la composición del caldo de mul naengmyeon, la carne o verdura añadida a los fideos, o ambas.
Otras variedades de naengmyeon son el hoe naengmyeon (회 냉면) y el yeolmu naengmyeon (열무 냉면). La primera se sirve con hoe, pescado crudo y aliño de pimiento chile, y la segunda se sirve junto con yeolmu kimchi (kimchi de rábano pequeño fermentado con sus hojas) en caldo frío.

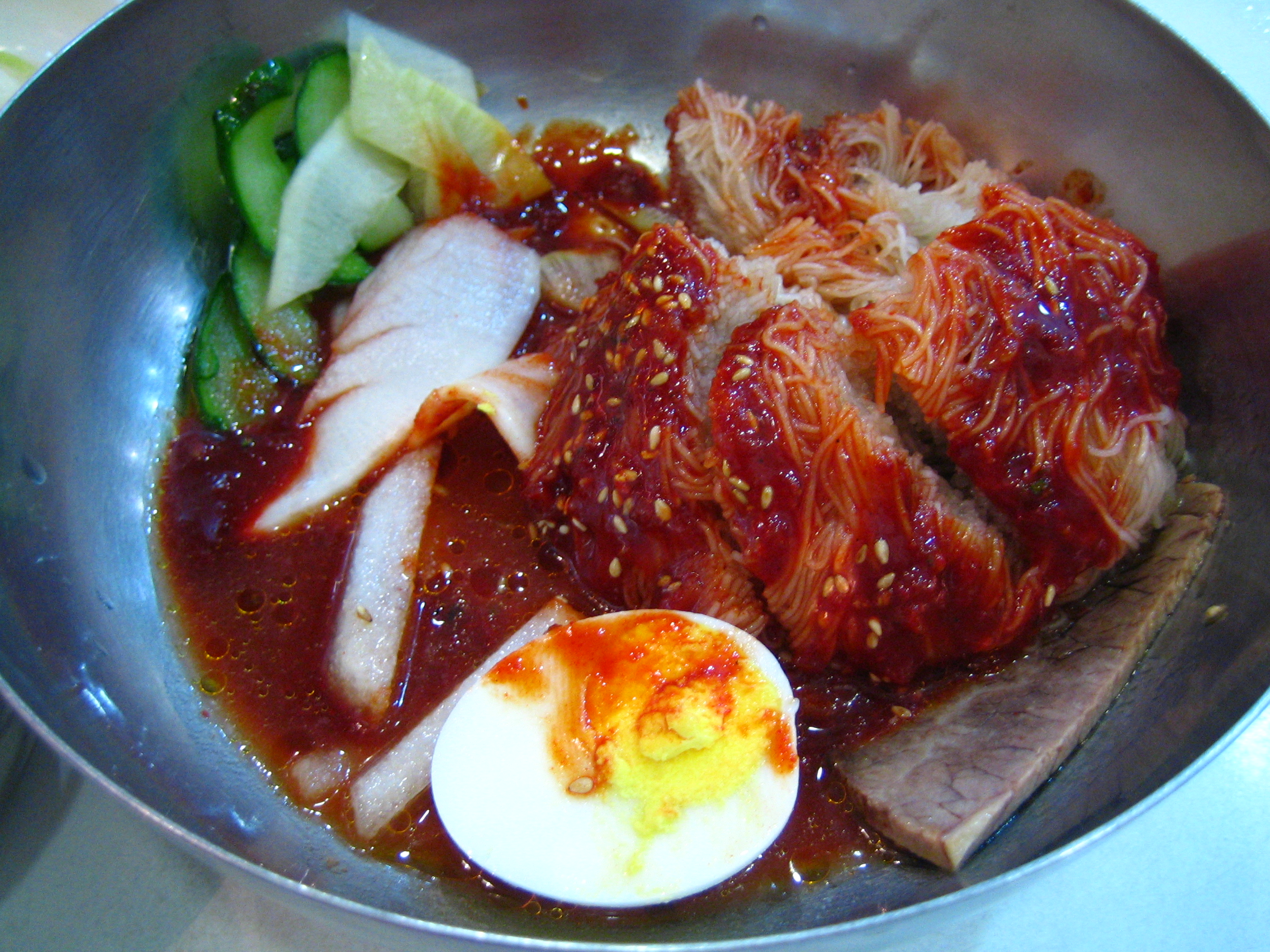
Bibim naengmyeon.

El naengmyeon se asocia típicamente con Corea del Norte, especialmente con las ciudades de Pyongyang y Hamhung, de donde se dice que proceden las dos variedades más famosas.
Debido a que los fideos tienden a ser largos, masticables y pegajosos, los camareros suelen preguntar antes de servirlos si los fideos deben cortarse, con tijeras.

## Naengmyeonfuera de Corea
El plato se conoce como reimen (冷麺, literalmente ‘fideos fríos’) en Japón y es una especialidad local de Morioka, una ciudad de la prefectura de Iwate del norte de Honshu, a donde los coreanos han emigrado desde los años 1950. En 1954 Yang Yong Chul emigró a Morioka y abrió la primera tienda de naengmyeon en Japón. Desde entonces sus descendientes han mantenido viva la tradición.